# Katastrofa lotu Aerofłot 821
Katastrofa lotu Aeroflot 821 – katastrofa pasażerskiego samolotu odrzutowego Boeing 737-500 (nr rejestracji VP-BKO) linii lotniczej Aeroflot-Nord, operującej rozkładowo dla linii lotniczej Aeroflot, rejs nr 821 z 14 września 2008. Katastrofa miała miejsce w pobliżu docelowego portu lotniczego Perm. Samolot runął na linię kolejową. Zginęli wszyscy na pokładzie maszyny – 88 osób. Nikt spoza samolotu nie został ranny.

## Samolot
Uczestniczący w katastrofie samolot to Boeing 737-505 (serii 500; nr rejestracyjny: VP-BKO), eksploatowany od szesnastu lat. Maszynę napędzały dwa silniki CFMI CFM56-3C1. 
Ostatni przegląd techniczny samolot przeszedł dnia 7 września 2008 roku, po 250 godzinach lotu, na podmoskiewskim Wnukowie. Nie wykryto żadnych uszkodzeń konstrukcji czy awarii technicznych.
Od tego okresu, do momentu katastrofy siedem dni później, samolot odbywał regularne loty z Moskwy do Permu i Czelabińska (średnio 9 godzin na dobę).

## Załoga
Załogą lotu 821 dowodził 34-letni kapitan Rodion Miedwiediew a pierwszym oficerem był 43-letni Rustam Alaberdin. Jak później odkryto w śledztwie, żaden z pilotów nie radził sobie dostatecznie w lataniu Boeingiem 737.

## Okoliczności wypadku
Rejs nr 821 operował na linii port lotniczy Moskwa-Szeremietiewo – port lotniczy w Permie. Samolot wystartował z Moskwy o godzinie 1:12. Krótko po 3:10 podchodził do lądowania ścieżką schodzenia nad miastem Perm, w kierunku południowo-zachodnim. Podczas podchodzenia do lądowania, nad miastem panowały warunki pogodowe utrudniające naprowadzanie na pas (padał deszcz, a widoczność ograniczała mgła). Nadzorujący rejs kontroler utracił kontakt z załogą, gdy maszyna znajdowała się na wysokości 1100 metrów (3600 stóp).

## Katastrofa

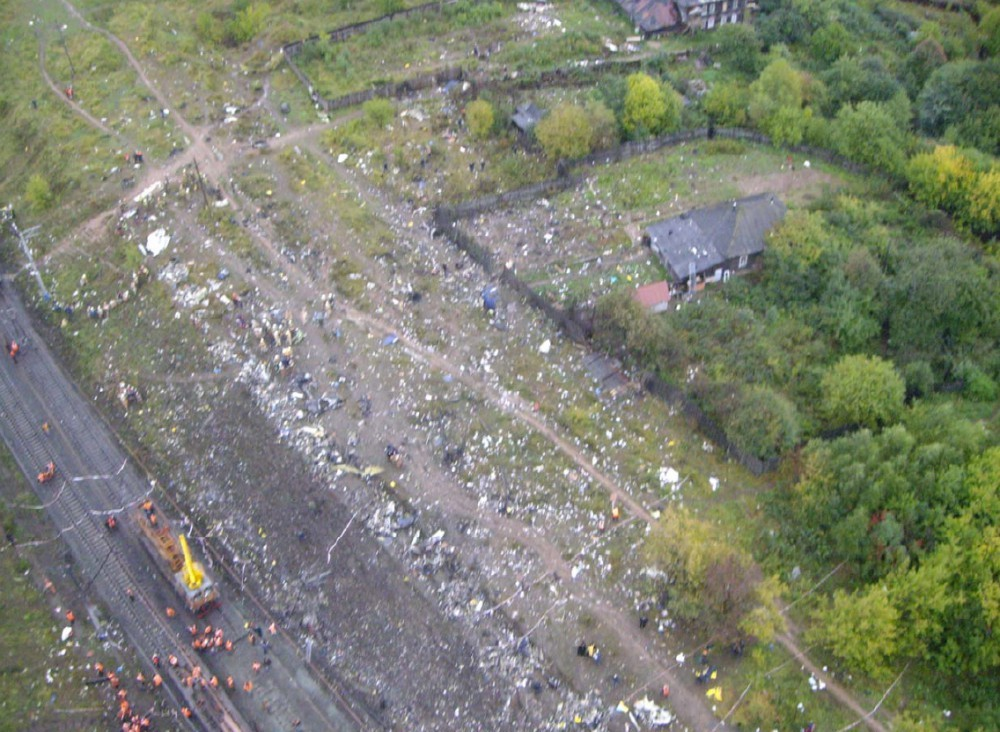
Miejsce katastrofy

Samolot spadł w odległości 11,5 kilometra na północny wschód od lotniska – na zboczach nasypu linii kolejowej magistrali Sibnieft, uszkadzając półkilometrowy odcinek sieci trakcyjnej – w odległości około trzystu metrów od najbliższych zabudowań. W chwili zderzenia z ziemią, odrzutowiec uległ całkowitej dezintegracji, a rozsiane na dużej przestrzeni szczątki i szyny linii momentalnie stanęły w płomieniach. Pożar szczątków ugaszono w przeciągu kilku następnych godzin.
Ruch kolejowy po katastrofie był zablokowany do czasu napraw.
Wszystkie osoby na pokładzie – 82 pasażerów i 6 członków załogi – zginęły. Wśród ofiar znajdowało się siedmioro dzieci.

## Śledztwo
Śledztwo wykazało, że cały lot przebiegał bez zakłóceń do momentu, w którym – podczas zniżania, w odległości 13 km od progu pasa – samolot zaczął się z powrotem niekontrolowanie wznosić (samolot znajdował się wówczas na wysokości 600 metrów i podczas całej sytuacji wzniósł na wysokość 1100 m). 
Dochodzenie wykazało, że piloci zupełnie nie zdawali sobie sprawy z takiego biegu wypadków - poinformowali bowiem kontrolę ruchu lotniczego, że procedura przebiega jak należy, po czym poprosili o zgodę na lądowanie. 
Na monitorze kontroler zauważył jednak, że w istocie samolot nie obniża płynnie wysokości, a wzbija się – polecił więc załodze przejście na drugi krąg. W trakcie przejścia w ten manewr, piloci utracili kontrolę nad samolotem.  

### Załoga
Śledztwo wykazało, że bezpośrednią przyczyną katastrofy była utrata siły nośnej na skrzydłach, w efekcie czego doszło do przeciągnięcia. Samolot znajdował się wtedy na ostatniej, krótkiej prostej przed lądowaniem.
Do takiego stanu rzeczy doprowadziła tzw. „dezorientacja przestrzenna” pilotów – zjawisko częste i bardzo niebezpieczne, mogące wystąpić przy lotach nocnych lub w warunkach uniemożliwiających ujrzenie linii horyzontu.  
Jak ujawniła moskiewska prokuratura – zarówno kapitan, jak i I oficer prowadzący feralny rejs, nie posiadali dostatecznego doświadczenia w lotach na Boeingach 737-500 (kapitan – nalot 3689 godzin, z czego 1165 za sterami Boeinga 737, z których 452 godzin jako dowódca; I oficer – nalot 8713 godzin za sterami, ale tylko 220 godzin na Boeingach 737). 
Prokuratura ustaliła również, że żaden z pilotów nie posiadał właściwych certyfikatów, zezwalających na loty międzynarodowe, a dokumenty, którymi posługiwali się do okresu wypadku, były sfałszowane. Żadne służby naziemne nigdy nie wykryły tego oszustwa. W istocie piloci nie poznali wszystkich technicznych i aerodynamicznych zależności samolotu typu Boeing 737 serii 500, nie potrafili także skonfigurować samolotu przed lądowaniem ani tym bardziej odpowiednio zareagować w przypadku sytuacji awaryjnej. Nie byli zaznajomieni z zachodnim systemem wskaźnika wysokości i nie zauważyli problemu, gdy samolot zaczął wznosić się w niekontrolowany sposób. W dodatku, w krwi kapitana wykryto alkohol.    

### Wrak
Analizy wraku wykazały, że Boeing 737 w swój ostatni lot wyruszył z niesprawnym systemem automatycznego sterowania ciągiem w silnikach maszyny oraz niedziałającym systemem ostrzegania przed kolizją w powietrzu TCAS. O awariach wiedziały naziemne służby techniczne, jednak uznały te problemy za nie wykluczające możliwości dalszej eksploatacji (naprawy planowano przeprowadzić w dalszym terminie).   
Szybko wznoszący się, niezależnie od woli pilotów, samolot pracował na jałowym ciągu silników, co doprowadziło do utraty prędkości a w efekcie siły nośnej na skrzydłach - ani bowiem pilot, ani awaryjny system sterowania ciągiem nie zwiększyli mocy jednostek napędowych odrzutowca. Skutkiem tego maszyna uległa przeciągnięciu na lewe skrzydło.
Świadkowie relacjonowali również, że samolot „spadał, jak kometa”, informowali też o płomieniach wydobywających się z jednego z silników na moment przed upadkiem. Śledczy nie mogli w pełni uznać tych relacji za wiarygodne, a jeśli tak, to stwierdzili, że dostrzeżony ogień mógł być wynikiem niestabilnej pracy silników już po przeciągnięciu.

## Tło
Była to czwarta katastrofa lotnicza Boeinga 737-500. Życie w niej straciła największa liczba osób kiedykolwiek dla tego modelu. Pod względem śmiertelności, przewyższa ją wśród katastrof lotniczych w Rosji 20 innych. Katastrofę ukazano w 8 odcinku 19 serii serialu "Katastrofa w przestworzach" pt. Niebezpieczne ograniczenia.

## Ofiary katastrofy
W katastrofie zginęli obywatele 11 państw, w większości obywatele Rosji, w tym generał Giennadij Troszew – doradca prezydenta Rosji Władimira Putina.
| Kraj              | Liczba ofiar |
| ----------------- | ------------ |
| Rosja             | 65           |
| Azerbejdżan       | 9            |
| Ukraina           | 5            |
| Białoruś          | 1            |
| Chiny             | 1            |
| Francja           | 1            |
| Łotwa             | 1            |
| Niemcy            | 1            |
| Stany Zjednoczone | 1            |
| Szwajcaria        | 1            |
| Turcja            | 1            |
| Włochy            | 1            |
| Razem:            | 88           |